# Patrick Vieira
Patrick Vieira, francoski nogometaš in trener, * 23. junij 1976, Dakar, Senegal.
Vieira se je rodil v Senegalu, pri osmih letih pa se je z družino preselil v Pariz. Profesionalno kariero je pri sedemnajstih letih začel pri Cannesu in že dve leti kasneje postal klubski kapetan. Leta 1995 je odšel k Milanu, vendar je zaradi mladosti in neizkušenosti zbral le dva nastopa za prvo ekipo. Leta 1996 je na izrecno željo Arsena Wengerja prestopil v Arsenal. Zaradi svoje telesne zgradbe se je hitro prilagodil angleškemu nogometu in iz leta v leto napredoval. Leta 1997 je dočakal debi v dresu francoske reprezentance na tekmi z Nizozemsko. S Francijo je leta 1998 postal svetovni prvak, z osvajanjem lovorik pa je nato nadaljeval pri Arsenalu, s katerim je večkrat osvojil Premier League ter druge angleške lovorike, leta 2000 pa je z reprezentanco osvojil tudi naslov evropskega prvaka. K Juventusu je prestopil leta 2005.